# Eva Ekeblad
Eva Ekeblad (10 juli 1724 - 15 mei 1786) was een Zweedse landbouwkundige, wetenschapper, saloniste en gravin. Haar belangrijkste wetenschappelijke ontdekking was het vervaardigen van bloem en alcohol uit aardappels. Ze was het eerste vrouwelijk lid van de Koninklijke Zweedse Academie van Wetenschappen (1748).

## Biografie

### Achtergrond en privéleven
Eva Ekeblad werd geboren onder de naam Eva De la Gardie, als dochter van amateurpolitica en eveneens saloniste Hedvig Catharina Lilje en graaf Magnus Julius De la Gardie. Ze was de zuster van kapitein Carl Julius De la Gardie en Hedvig Catharina De la Gardie, en de tante van Axel von Fersen de jongere.
Op 16-jarige leeftijd trouwde ze met staatsman en graaf Claes Ekeblad de jongere. Zij kregen samen zeven kinderen. Ze woonden in Stockholm en Västergötland en behoorden tot de hoogste kringen van de Zweedse adel. Ekeblad stond bekend om haar liefdadigheid voor de armen.
Haar echtgenoot was vaak afwezig en Eva was verantwoordelijk voor het bestieren van de landgoederen en het leiden van de baljuws en de volksbijeenkomsten van Mariedal en Stola Manor. In Stockholm organiseerde ze een culturele Salon.

### Agronomie
Ekeblad ontdekte in 1746 hoe uit aardappels bloem en alcohol gemaakt kon worden. Deze vinding had twee belangrijke gevolgen. Ten eerste kon de aardappel hiermee deel worden van het basisvoedsel - voordien werd ze slechts gekweekt in de kassen van de adel. Ten tweede werd alcohol traditioneel gestookt uit tarwe, rogge en gerst, waarvan nu grotere hoeveelheden beschikbaar kwamen als voedsel voor de mens. Ekeblads vinding kan van invloed zijn geweest op de verbetering van de eetgewoontes en de afname van het aantal hongersnoden.
Ekeblad schreef over haar ontdekking naar de Koninklijke Zweedse Academie van Wetenschappen, die haar twee jaar later beloonde met het lidmaatschap ervan. Ze was de eerste vrouw die lid werd van dit instituut. In 1751 werd dit omgezet in een erelidmaatschap omdat het normale lidmaatschap vanaf dat jaar voorbehouden was aan mannen.
Daarnaast ontwikkelde ze een zeep om katoen en garen te bleken (1751), en een methode om een aantal schadelijke ingrediënten uit cosmetica te vervangen door aardappelproducten (1752).